# Tous les soleils (film)
Pour les articles homonymes, voir Tous les soleils.
Pour plus de détails, voir Fiche technique et Distribution.
Tous les soleils est le deuxième film écrit et réalisé par Philippe Claudel. Sorti le 30 mars 2011, ce film, conte de l'amour après le veuvage, n'a pas de lien avec le roman homonyme de Bertrand Visage Tous les soleils.

## Titre
Le titre du film fait référence aux premiers mots du poème que l'héroïne récite au héros dans la scène du quai :

« Tous les soleils à l'aube sont comme de grands enfants qui n'ont que faire du temps... »

— Alfio Antico.
Dans le film, outre ces quelques vers du poète sicilien, Philippe Claudel multiplie les citations.

## Synopsis
Alessandro habite à Strasbourg avec sa fille Irina, 15 ans, et son frère Luigi, un marginal contestataire et fantasque qui se vit comme un réfugié politique de son pays, l'Italie, depuis l'arrivée au pouvoir de Silvio Berlusconi. Professeur de musique baroque et traditionnelle, Alessandro est également lecteur dans les hôpitaux auprès de malades âgés. Veuf et célibataire depuis pratiquement la naissance de sa fille, il éprouve le plus grand mal à dépasser le souvenir et la présence de sa femme et à se reconstruire une vie à soi, protégé et protecteur de son cocon familial. Irina qui entre dans l'adolescence vit cependant mal l'étouffement de son père et cherche à s'épanouir, notamment avec la complicité de son oncle.
Agathe, une des patientes à qui Alessandro fait de la lecture et à qui il est très attaché, vient à mourir. Il fait lors de ses obsèques la rencontre de sa fille Florence, qui semble avoir connu de lourds conflits avec sa mère et n'a pas été présente à son décès. Un sentiment entre eux passe, avec pour souvenir commun leur relation spécifique à chacun avec Agathe. Lors d'une soirée, ils échangent leurs numéros de téléphone, mais Alessandro est incapable de la rappeler. Irina et Luigi finissent par découvrir le bout de papier et décident d'organiser une rencontre.

## Fiche technique
- Réalisation : Philippe Claudel
- Scénario, adaptation, dialogues : Philippe Claudel
- Photographie : Denis Lenoir
- Supervision musicale : Elise Luguern
- Montage : Virginie Bruant
- Décors : Samuel Deshors et Clémence Boussicot
- Son : Pierre Lenoir
- Costumes : Laurence Esnault
- Producteur : Yves Marmion et Daniel Goudineau
- Sociétés de production : UGC avec TF1 et France 3 Cinéma
- Durée : 105 min
- Langue : français, italien
- Sorties nationales :  France,  Belgique, et  Suisse 30 mars 2011

## Distribution
- Stefano Accorsi : Alessandro
- Neri Marcorè : Luigi dit « Crampone », le frère d'Alessandro
- Lisa Cipriani : Irina, la fille d'Alessandro
- Clotilde Courau : Florence, la fille d'Agathe
- Anouk Aimée : Agathe, la dame malade de l'hôpital
- Xavier Boulanger : Dieter
- Tom Becker : Aurélien, le petit ami d'Irina
- Marie Seux : Malou
- Philippe Rebbot : Jean-Paul
- Margot Lefèvre Chan : la grand-mère d'Irina
- Jean-Marie Holterbach : le grand-père d'Irina
- Patricia Joly : la directrice du département musicologie
- Émilie Gavois-Kahn : la factrice
- Saïda Jawad : Yasmina (infirmière)
- Lise Ségur : Nina
- Babeth Reziciner : Béatrice
- Fleur Lise Heuet : Louise
- Francis Freyburger : Fernando Gathelin
- Pascale Lequesne : la psychologue
- Fayssal Benbahmed : le commissaire

## Tournage
Sauf indication contraire ou complémentaire, les informations mentionnées dans cette section proviennent du générique de fin de l'œuvre audiovisuelle présentée ici.
Le tournage du film s'est effectué principalement dans le centre-ville de Strasbourg et ses quais ; les Vosges dans les environs de Schirmeck ; le prieuré de Froville, en Lorraine, l'hôtel de Lillebonne ; Marseille ; ainsi que divers lieux dans Nancy. Les scènes d'intérieur ont été faites en studio à Paris. La maison de campagne est une ancienne maison forestière, appelée "La Marcairerie", dans la forêt de Saint-Quirin (57560).

## Musique
Les musiques de tarentelles sont extraites de l'album La Tarantella de Christina Pluhar interprété avec l'ensemble L'Arpeggiata. Extraite du même album, la chanson finale interprétée dans le film par Stefano Accorsi, Silenzio d'amuri, est un poème et une composition du chanteur et instrumentiste Alfio Antico quasiment improvisée, sur la table de la cuisine de la sacristie, lors de l'enregistrement à Paris en décembre 2001.

## Réception critique
Pour Guillemette Odicino, dans Télérama : « Philippe Claudel rend un hommage modeste et enjoué à la comédie italienne, aux films de copains façon Yves Robert et à... la tarentelle, danse traditionnelle qui rythme ce sympathique feel good movie. »